# Rafael Calzada
Rafael Calzada – miasto w Argentynie, w prowincji Buenos Aires w Partido Almirante Brown. Jest częścią aglomeracji Wielkiego Buenos Aires. W 2010 r. miasto zamieszkiwało 56,4 tys. mieszkańców.

Nazwa miasta pochodzi od nazwiska fundatora, Dr. Rafaela Calzady, pochodzącego z Hiszpanii argentyńskiego prawnika. Akt fundacyjny miejscowości został podpisany 18 lipca 1909 r..

Znakiem rozpoznawczym miejscowości, jest kościół Św. Trójcy zaprojektowany przez lokalnego architekta Juana Fogelera. W jego projekcie połączone zostały elementy romańskie i gotyckie.